# Jeansova délka
Jeansova délka je kritický poloměr oblaku (obvykle mezihvězdného prachu), ve kterém je tepelná energie způsobující expanzi oblaku překonána gravitací, která tak zahájí smršťování oblaku do nové hvězdy. Je pojmenována po britském astronomovi Sirovi Jamesovi Jeansovi, který se zajímal o stabilitu sférické mlhoviny na začátku 19. století. Jeansova délka je spolu s Jeansovou hmotností jednou z podmínek nutných pro zahájení tvorby nové hvězdy.
Vztah pro Jeansovu délku:
{\displaystyle \lambda _{J}={\sqrt {\frac {15k_{B}T}{4\pi G\mu \rho }}}}
kde {\displaystyle k_{B}} je Boltzmannova konstanta, {\displaystyle T} je teplota oblaku, {\displaystyle r} je poloměr oblaku, {\displaystyle \mu } je hmotnost jedné částice oblaku, {\displaystyle G} je gravitační konstanta a {\displaystyle \rho } je hustota oblaku (tj. hmotnost oblaku vydělená objemem oblaku).
Snad nejjednodušší způsob pochopení Jeansovy délky je pomocí přiblížení, ve kterém se krátí činitelé {\displaystyle 15} a {\displaystyle 4\pi } a ve kterém nahradíme {\displaystyle \rho } za {\displaystyle {\frac {M}{r^{3}}}}. Ze vztahu pak dostáváme:
{\displaystyle \lambda _{J}\approx {\sqrt {\frac {k_{B}Tr^{3}}{GM\mu }}}}
Je pak okamžitě zřejmé, že {\displaystyle \lambda _{J}=r}, když {\displaystyle k_{B}T={\frac {GM\mu }{r}}}, tj. že poloměr oblaku je Jeansovou délkou tehdy, když je tepelná energie na částici oblaku rovna její gravitační práci. Na tomto kritickém rozměru se oblak nerozpíná ani nesmršťuje. Pouze když se teplo nerovná gravitační práci, tak se oblak rozpíná a chladí nebo smršťuje a zahřívá, a je dosažen proces, který pokračuje až dokud nebude dosáhnuto nové rovnováhy.

## Jeansova délka a oscilační vlnová délka
Jeansova délka je také oscilační vlnovou délkou, pod kterou se budou spíše objevovat stabilní oscilace než gravitační kolaps.
{\displaystyle \lambda _{J}={\frac {2\pi }{k_{J}}}=c_{s}\left({\frac {\pi }{G\rho }}\right)^{1/2}}
kde G je gravitační konstanta, {\displaystyle c_{s}} je rychlost zvuku, a {\displaystyle \rho } je hustota.
Je to také vzdálenost, kterou by zvuková vlna uletěla za čas hroucení.